# JDAM
JDAM（英語: Joint Direct Attack Munition、ジェイダム、統合直接攻撃弾）は、無誘導爆弾に精密誘導能力を付加する装置のシリーズ名である。2000年前後にアメリカ合衆国で開発・実用化され、米軍を主体に数ヶ国の軍隊が保有している。
JDAMシリーズの誘導装置キットを取り付けることで、無誘導の自由落下爆弾を全天候型の精密誘導爆弾（スマート爆弾）に変身させることができる。INSとGPS受信機が組み込まれており、2つの方式を併用した誘導装置が尾部の制御翼をコントロールして、外部からの誘導なしに設定された座標へ精度の高い着弾が行える。また、現在ではさらにセミアクティブ・レーザー・ホーミング（SALH）誘導を併用できる機種も登場している。

## 概要
JDAMは、単体の兵器ではなく、海軍兵器担当水兵や空軍弾薬システム専門兵が組み立て時に取り付けを行う、無誘導の自由落下爆弾を向上させるための「追加」である。この追加キットは、名目上の重量で500ポンド（約230kg）-2,000ポンド（約910kg）の範囲の爆弾に合うように作られている。
JDAMキットは、空力制御翼面を備えた尾部セクション、ストレーキ部、尾部内に収められたINS（慣性誘導システム）とGPS（グローバル・ポジショニング・システム）による誘導制御ユニットより構成される。JDAMキットが取り付けられた爆弾には「Mark 80」や「BLU」（Bomb, Live Unit）といった命名法に代わって、GBU（Guided Bomb Unit）と云う名称コードが与えられる。つまり、このキットを取り付けられた自由落下爆弾は、精密誘導システムを備えた弾頭へと生まれ変わることになる。公表値では投下地点を中心に最大15海里（約28km）までの範囲の目標へ誘導する能力を爆弾に与える。
比較的低価格で運用上の制約もあまり無いことから、今後使用される機会は増加すると考えられている。この装置は、アメリカ空軍と海軍の共同計画によって開発された。既にイラクやアフガニスタンで使用され、米国と友好な数ヶ国へも輸出販売されている。
JDAMは従来の誘導爆弾の欠点を解消するために開発された。従来の誘導爆弾はレーザーや赤外線画像により誘導されていたが、これらは地上の気象条件により運用が制約される欠点があった。そこで「投下後は外部からの誘導を必要とせずINSとGPSだけで目標地点に落下させること」が求められた結果、JDAMが開発された。
また派生型としてLJDAMが存在する。これはINSとGPSに加えてレーザー照射による誘導機能が追加されており、より精密なピンポイント攻撃や移動目標への攻撃も可能である。
JDAMは爆弾本体を含まない追加キットであるが、装着後の爆弾を含む全体を指してJDAMと呼ばれることが多い。

## 歴史
砂漠の嵐作戦初期の爆撃時には、米空軍での空対地攻撃兵器の能力不足が目立った。煙、霧、砂塵、雲で覆われ、見通しの悪くなった地上では精密誘導兵器の使用が限られ、また、中高高度からの非誘導兵器の投下では命中精度がさらに悪化した。
こういった問題を解決すべく、1992年に「悪天候精密誘導弾」の研究・開発・実験・評価が開始された。最初のJDAMキットは1997年に作られ、1998年と1999年に使用テストが行われた。
テストでは450基以上のJDAMが落とされ、公表された精度としては10m以下のCEPで95%を上回るシステムの信頼性を達成した。
JDAMでの実験と評価では対照条件での落下を加えた「実用性実証テスト」も行われ、雲や雨、雪の中でも晴れた天候と変わらず、命中精度は低下しなかった。
さらに、これらのテストには複数の同時落下による個別目標への誘導実験も含まれていた。

### 作戦での使用

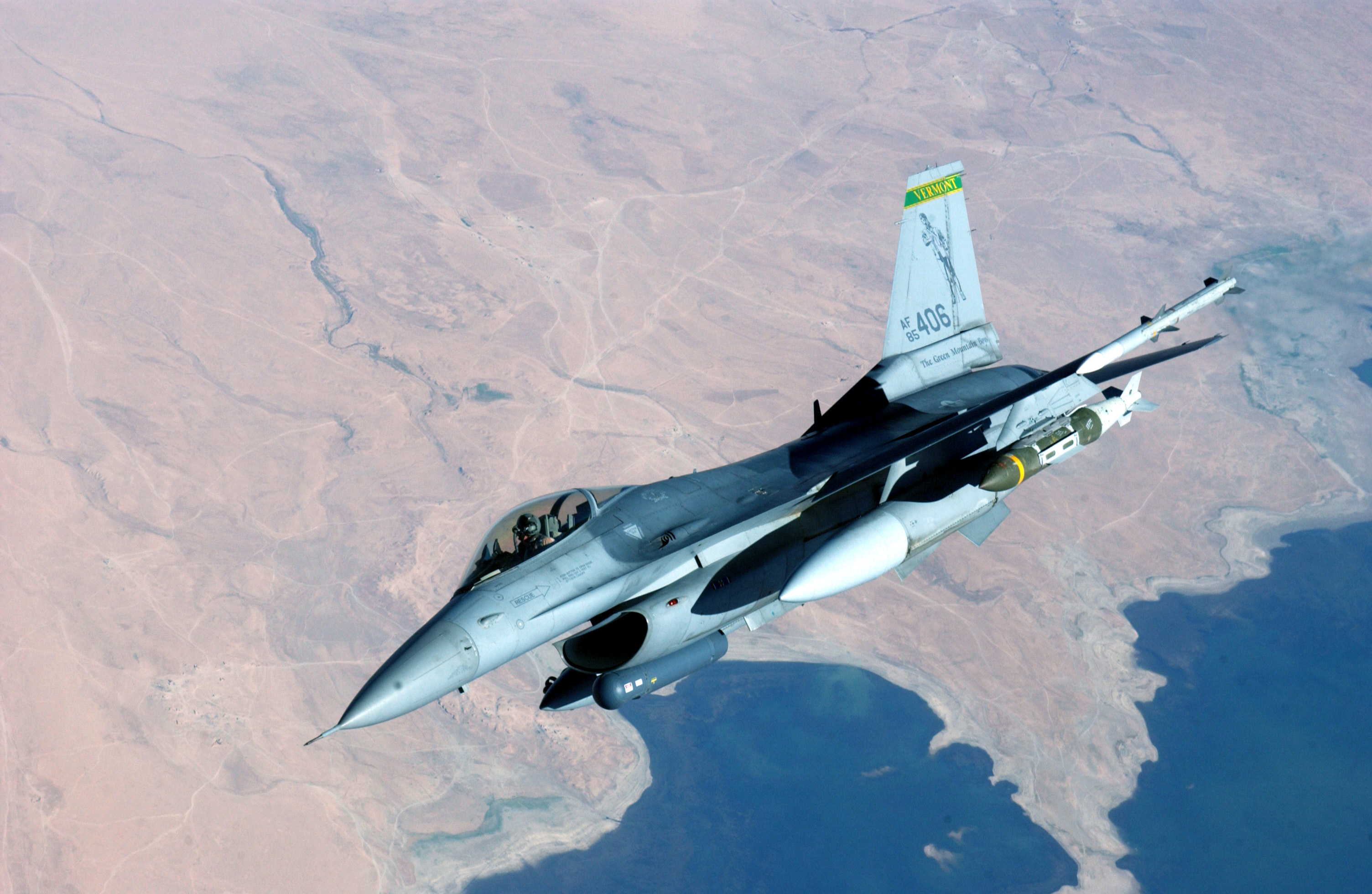
JDAMがF-16の左翼下に、ライトニング2ポッドがエアインテーク右下に搭載されているのが見える

JDAMとB-2 ステルス戦略爆撃機は、アライド・フォース作戦でデビューを果たした。本作戦期間内に数機のB-2は、ミズーリ州のホワイトマン空軍基地から無着陸で30時間の往復飛行をこなし、合わせて650基以上のJDAMを投下した。
2002年の軍事調達ジャーナルの記事では「アライド・フォース作戦の間に…B-2は651基のJDAMを放ち96%の信頼性と計画された目標の87%に命中し…」と述べている。
しかし、いくらJDAMによって爆弾が精密に誘導されても、爆弾である限り正しく運用されなければ小さなミスが大きな惨事を引き起こす。
2001年12月5日にB-52が1基のJDAMをアフガニスタンで落としたが、それが親米派で対ターリバーン勢力のリーダーであったハーミド・カルザイとサイド・アリム・カライ、さらに、彼らを護衛していた特殊部隊群（SOF）のすぐそばに着弾し、味方を死傷させる事故が起きた。その時、カルザイ側の男達とそれを補う米国の特殊部隊による混成兵力が、ターリバーン兵の一大勢力に襲われており、ほとんど圧倒されつつあった。米特殊部隊の司令官は、ターリバーンを空から攻撃してもらおうと米空軍に近接航空支援を要請した。直ちに飛来した友軍機によって1基のJDAMが投下されたが、それはターリバーンの上にではなく、アフガン政府と米軍人達の上に落とされた。
事故調査で原因が明らかとなり、特殊部隊に随伴していた空軍の統合末端攻撃統制官（JTAC）が、GPS受信機の電池を戦闘中に何度か交換したために、「規定値」である「自らの座標の表示」という状態に戻してしまった。そのことに気づかないまま、自分の座標を爆撃に来援した友軍機に伝えてしまったために起きた悲劇であった。
初期型JDAMのアライド・フォース作戦での成功によって、500ポンドのMk.82爆弾と、1,000ポンドのMk.83爆弾へも計画が拡大され、1999年末には開発が始められた。
不朽の自由作戦とイラクの自由作戦の間にいくつかの教訓を得て、海軍と空軍は移動目標へも使用するために、終末誘導用精密シーカーだけでなくGPS精度の向上も進めた。

## 誘導システム
JDAMは、大きく尾部セクションとストレーキ部に分けられ、尾部セクション内に収められた誘導制御ユニットが慣性誘導システムとGPSという2つの方式を併用して自らの位置と方向を割り出し、設定された着弾目標の座標との差を尾部の空力制御翼面を動かすことで縮め、爆弾を高い精度で誘導する。
誘導は、尾部の制御システムとGPSで補助される慣性航法システムによって行われるが、この航法システムは航空機のシステムから送られる位置と速度ベクトルの調整値によって初期化される。一度、航空機から投下されれば、JDAMは与えられた目標座標へ向けて自律的に操舵される。
目標座標は、離陸前に航空機へ読み込まれるか、離陸後も投下前であれば搭乗員の手動によって変更でき、さらに投下後にもデータリンクを通じた入力が可能になっている。2004年のリザルタント・フューリー演習では、B-52爆撃機が投下したJDAMを、E-8 JSTARSがリンクを介して誘導することで、洋上の移動目標への攻撃を成功させた。リンクを介した目標変更は、母機に搭載された「ライトニング2」か「スナイパー」照準ポッドのような搭載照準装置からも行うことができる。
最も正確な方法では、JDAMシステムはGPS信号が有効な時に13m以下のCEPという最小の兵器正確性が得られるとされ、ボーイング社と米空軍はテストにおいては10m以下であったと報告している。GPS信号が妨害を受けるか受信できない場合でも、JDAMは最大100秒間の自由滑空するとして、30mのCEPをまだ達成できるとしている。
JDAMは、超低高度から超高高度までの、降下中・トス&ロフト（上昇中での投げ上げ投下）・水平飛行中に投下が行える。レーザー誘導される「ペイブウェイ」爆弾のような従来型の精密誘導キットでは、投下時には爆弾のシーカーが確実に目標を視野に捉えられるように狭い角度領域での飛行を要求されるが、JDAMではそういった制約は無く、目標とは異なった方向に飛行したままでも投下できる。
さらにJDAMは、1機の航空機が1回の飛行通過で複数の兵器を、1つまたは複数の目標に投下することを可能とし、また、信管の起爆タイミングも空中起爆から触発、貫通後の起爆という多様な信管設定が行える。ただし、信管設定は離陸前に行っていなければならず、搭乗員は飛行中に変更することはできない。

### LJDAM
アメリカ陸軍が不朽の自由作戦とイラクの自由作戦の間に得た経験から、1つの筐体にさらなる能力を加える必要が明らかとなり、進行中の計画でJDAMキットに精密終末誘導シーカーを備え付ける改良が行われることとなった。
レーザーJDAM（LJDAM）として知られるこの改良は、JDAM爆弾の先端部にレーザー誘導（セミアクティブ・レーザー・ホーミング、SALH）システムを加え、JDAMに移動目標への攻撃能力を与えるものである。レーザーシーカーは、米ボーイング社では精密レーザー誘導セット（Precision Laser Guidance Set, PLGS）と呼ばれ、今ではDSU-38/Bで知られる先端のレーザーシーカー部分と、後部のテールキットと先端のDSU-38/Bを弾体の下で固縛し固定するためのワイヤーハーネス部から構成される。2004年会計年度の内にボーイング社と米空軍は、JDAMのレーザー誘導能力のテストを開始し、そのテストにおいてシステムが移動目標を追跡し、破壊する能力があることを明らかにしている。
この2重誘導システムは、GPS/INS単独での運用能力も残しているので、レーザー誘導が働かなくてもこれまでのJDAMと同様の精度を持っている。地上部隊が目標にレーザーを当てるだけでGPS機能と連動して目標座標が測定され、そのデジタル情報は、無線で空中のJDAM搭載攻撃機に送信されると人手を介さずにJDAM内に設定されるシステムも開発された。
2007年6月11日にボーイング社は、2009年6月までに600個のレーザーシーカー（米空軍に400個、米海軍に200個）を生産する契約を2,800万米ドルで獲得したと発表した。
ボーイング社によれば、ネバダ州のネリス空軍基地でテストを行い、空軍のF-16戦闘機とF-15E戦闘爆撃機が投下した12基の500ポンドLJDAM爆弾は、高速で移動する目標を破壊することに成功したとされた。機体に搭載された照準装置を使い、投下機自身がレーザー照射を行い、投下した爆弾が目標に命中するまで自ら誘導した。さらに、LJDAMキットでは、ボーイング社はJDAMの耐ジャミングシステムの開発を米海軍と契約し、テストを行っており、2007年には開発が終了して2008年には出荷が始まる予定である。
このシステムは、統合GPS耐妨害システム（Integrated GPS Anti-Jam System, IGAS）として知られる。ボーイング社は、2008年9月15日にB-52H戦略爆撃機でLJDAMを搭載してデモフライトが行われたと報じた。2008年8月12日にイラクで実戦投入された。
2008年7月24日には、ドイツがボーイング社とLJDAMの最初の海外顧客となる契約を締結した。ドイツ空軍への引き渡しは2009年中頃から始まる予定である。この注文には、2009年にキット数を追加する選択肢も含まれている。

## 価格
JDAM爆弾は、安価に調達することが可能である。当初見積もられた尾部キットの単体価格は40,000米ドルであったが、競合入札の結果、後に米ボーイング社に吸収された米マクドネル・ダグラス社が、単価18,000米ドルで契約を交わした。単価は、2004年には21,000米ドルに上昇し、2011年には31,000米ドルになると見られていた。2021年度は21,000米ドルの見込み。

## 航空機の対応

### 運用可能な航空機
- AV-8B ハリアー II
- A-10C サンダーボルトII
- B-1 ランサー
- B-2A スピリット
- B-52H ストラトフォートレス
- F-117 ナイトホーク
- F-14A/B/D トムキャット
- F-15E ストライク・イーグル

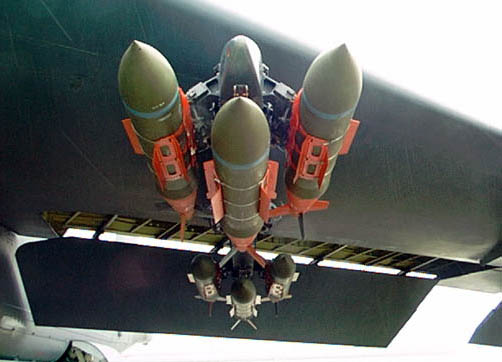
B-52H戦略爆撃機の翼下のマルチプル・イジェクター・ラックに取り付けられたJDAM

- F-16AM/BM/C/D ファイティング・ファルコン
- F/A-18A+/C/D ホーネット
- F/A-18E/F スーパー・ホーネット
- F-22 ラプター
- F-35A/B/C ライトニング II
- F-2
- パナビア・トーネード
- ユーロファイター タイフーン

### 運用が計画、予定されている航空機
- MQ-9 リーパー

## 輸出販売
米国政府は、JDAMを武器輸出管理法の下で、以下の数ヶ国に限られた数量に限って輸出販売を認めた。これらの他にもいくつかの購入要求が審査を受けている。オーストラリアや日本など西側同盟国空軍組織にて運用中。また、イタリアや日本などの戦略爆撃機を保有していない国家では、対地精密攻撃戦力の主力兵器である。

### 採用国
- オーストラリア[20]
- ベルギー - 2024年時点で、ベルギー航空構成部隊がGBU-31/38 JDAMとGBU-54 LJDAMを保有[21]。
- チリ
- デンマーク
- フィンランド - 2024年時点で、フィンランド空軍がGBU-31 JDAMを保有[22]。
- ドイツ - LJDAMの最初の海外購入国。2024年時点で、ドイツ空軍がGBU-54 LJDAMを保有[23]。
- ギリシャ[24] - 2024年時点で、ギリシャ空軍がGBU-31 JDAMを保有[25]。
- イスラエル[26]
- イタリア[27]
- 日本（LJDAMも導入決定）[28]
- モロッコ - 2024年時点で、モロッコ空軍がGBU-31 JDAMとGBU-54 LJDAMを保有[29]。
- オランダ[30]
- ノルウェー[31]
- パキスタン[要出典]
- ポーランド
- サウジアラビア[32]
- シンガポール - 2023年時点で、シンガポール空軍がGBU-31 JDAMとGBU-54 LJDAMを保有[33]。
- 韓国

### 採用予定国
- エジプト

## 要目

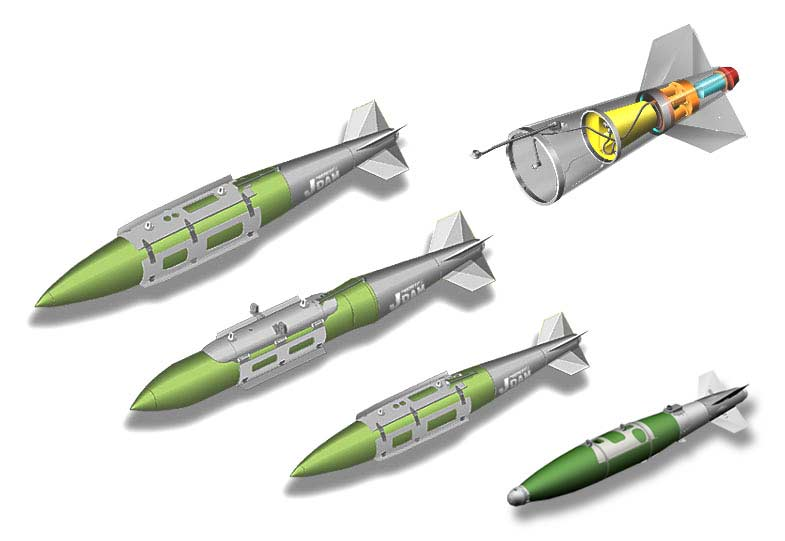
JDAMキットが装着された爆弾の数々
上からMk.84、BLU-109、Mk.83、Mk.82

| クラス      | JDAM         | LJDAM        | 弾体            | 運用者         | 全長 （JDAM）             | 投下重量 （JDAM）       |
| ----------- | ------------ | ------------ | --------------- | -------------- | ------------------------- | ----------------------- |
| 500ポンド   | GBU-38(V)1/B | GBU-54(V)1/B | Mk.82 BLU-111/B | 米空軍         | 92.6インチ （2,353mm）    | 558ポンド （253kg）     |
| 500ポンド   | GBU-38(V)2/B | GBU-54(V)2/B | Mk.82 BLU-111/B | 米海軍         | 92.6インチ （2,353mm）    | 558ポンド （253kg）     |
| 500ポンド   | GBU-38(V)3/B | GBU-54(V)3/B | BLU-126/B       | 米空軍         | 92.6インチ （2,353mm）    | 558ポンド （253kg）     |
| 500ポンド   | GBU-38(V)4/B | GBU-54(V)4/B | BLU-126/B       | 米海軍         | 92.6インチ （2,353mm）    | 558ポンド （253kg）     |
| 1,000ポンド | GBU-32(V)1/B | GBU-55(V)1/B | Mk.83           | 米空軍         | 119.5インチ （約3,040mm） | 1,013ポンド （約459kg） |
| 1,000ポンド | GBU-32(V)2/B | GBU-55(V)2/B | Mk.83           | 米海軍・海兵隊 | 119.5インチ （約3,040mm） | 1,013ポンド （約459kg） |
| 1,000ポンド | GBU-35(V)1/B |              | BLU-110         | 米海軍・海兵隊 | 119.5インチ （約3,040mm） | 1,013ポンド （約459kg） |
| 2,000ポンド | GBU-31(V)1/B | GBU-56(V)1/B | Mk.84           | 米空軍         | 152.7インチ （約3,880mm） | 2,036ポンド （約924kg） |
| 2,000ポンド | GBU-31(V)2/B | GBU-56(V)2/B | Mk.84           | 米海軍・海兵隊 | 152.7インチ （約3,880mm） | 2,036ポンド （約924kg） |
| 2,000ポンド | GBU-31(V)3/B | GBU-56(V)3/B | BLU-109         | 米空軍         | 148.6インチ （約3,770mm） | 2,115ポンド （約959kg） |
| 2,000ポンド | GBU-31(V)4/B | GBU-56(V)4/B | BLU-109         | 米海軍・海兵隊 | 148.6インチ （約3,770mm） | 2,115ポンド （約959kg） |